# The Neptunes
The Neptunes – amerykański duet producencki, w którego skład wchodzą Pharrell Williams oraz Chad Hugo. Powstał w 1994 roku w Virginia Beach. Słyną z nowatorskich pomysłów i oryginalnego, minimalistycznego brzmienia. Grupa zajmuje się produkcją podkładów muzycznych dla różnych muzyków. Są to m.in. Jay-Z, Busta Rhymes, Snoop Dogg, Justin Timberlake, Kelis czy Britney Spears.

## Dyskografia
Albumy
| Tytuł                          | Dane dot. albumu                                   | Pozycja na liście | Pozycja na liście | Pozycja na liście | Pozycja na liście | Pozycja na liście | Pozycja na liście | Certyfikat         |
| Tytuł                          | Dane dot. albumu                                   | NLD               | NOR               | SWE               | CHE               | FIN               | FRA               | Certyfikat         |
| ------------------------------ | -------------------------------------------------- | ----------------- | ----------------- | ----------------- | ----------------- | ----------------- | ----------------- | ------------------ |
| The Neptunes Present... Clones | - Data: 19 sierpnia 2003 - Wydawca: Star Trak, RCA | 1                 | 7                 | 20                | 27                | 34                | 52                | - USA: złota płyta |